# Abacionidae
Famille
Les Abacionidae ou Abacionidés sont une famille de Myriapodes (mille-pattes) huppés de l'ordre des Callipodida. Il existe deux à trois genres et environ 13 espèces décrites chez les Abacionidae.

## Liste des genres
La famille Abacionidae comprend deux à trois genres, selon les sources, et environ 13 espèces décrites chez les Abacionidae,,,,.
Selon GBIF (30 juillet 2024), elle comprend les trois genres suivants :
- Abacion Rafinesque, 1820
- Delophon Chamberlin, 1943
- Tétracion Hoffman, 1956

Selon World Register of Marine Species (30 juillet 2024), elle comprend les deux genres suivants :
- Abacion Rafinesque, 1820
- Tetracion Hoffman, 1956

## Publication originale
- (en) R. M. Shelley, « A revision of the milliped genus Delophon with the proposal of two new tribes in the subfamily Abacioninae (Callipodida: Caspiopetalidae) », Proceedings of the Biological Society of Washington, Washington, Biological Society of Washington (d), no 92,‎ 1979, p. 533-550 (ISSN 0006-324X et 1943-6327, OCLC 1536434, lire en ligne).